# Александру Козмеску
Александру Козмеску (Aлександр (Ліка, Ліке) Aлександрович Козмеску, рум. Alexandru Cosmescu; 24 травня 1922, Ясси — 29 вересня 1989, Кишинів) — молдавський радянський прозаїк, драматург і перекладач.

## Життєпис
Александру Козмеску народився 1922 року в румунсько — єврейській сім'ї представників інтелігенції: його мати, бессарабського походження, здобула освіту у Відні, батько походив з румунського містечка Пітешти у волоському повіті Арджеш. Сім'я на той час проживала в бессарабському селі Ворнічені (нині Страшенського району Молдови), але Олександр та його брат-близнюк Георгій народилися в приватній клініці в Яссах.
Дитинство майбутнього письменника пройшло у Ворнічені, потім родина переїхала до Кишинева, де Александру вступив до гімназії Александра Донича (рум. Liceul Alexandru Donici). Його брат Георгій загинув унаслідок нещасного випадку у 1937 році. В 1938 році Олександр дебютував віршами в гімназійному журналі «Лікурич», який виходив при ліцеї Богдана Гашдеу, а через рік Козмеску і сам вступив до цього ліцею. У гімназії Козмеску потоваришував з іншим майбутнім молдавським поетом Анатолієм Гужелом, а дещо пізніше — з Костянтином Кондрієм (тоді Коном).
Після передчасної смерті матері Александру Козмеску, склавши іспит на бакалаврат, поїхав на батьківщину батька в Пітешти, вступив на медичний факультет Клузького університету, звідки в 1943 році був призваний до румунської армії і відряджений до Кишинева у розпорядження дислокованого там військового госпіталю. Бабуся і дідусь по материнській лінії загинули у гетто. Після звільнення міста радянськими військами з січня по жовтень 1945 року Козмеску працював фельдшером у 3-й міській інфекційній лікарні, а 17 жовтня був прийнятий спецкором в газету «Тинеретул Молдовей» (Молодь Молдови). Незабаром він був направлений на навчання на Вищі журналістські курси при ЦК ВЛКСМ та почав самостійно публікуватися.
У ці роки Александру Козмеску дебютував прозою в кишинівському журналі «Жовтень», опублікував кілька збірок прози та драматургії у Держвидаві Молдови, численні есе та рецензії у молдавській періодиці. Тоді ж він зайнявся перекладами російської класичної, радянської та світової літератури молдавською мовою, поступово висунувшись як найпродуктивніший молдавський перекладач. Так, окремими книгами у перекладах Олександру Козмеску виходили твори Антона Макаренка (Opere alese, 1953), Дениса Фонвізіна (Neisprăvitul, 1978), Михайла Лермонтова (Un erou al vremii noastre — «Герой нашого часу», 1948), Антона Чехова , Миколи Гоголя, Володимира Короленка, Олександра Купріна (Opere alese, 1955), Миколи Островського, Максима Горького (Azilul de noapte — «На дні», 1979), Михайла Шолохова (Donul Liniştit — «Тихий Дон», 1980), Костянтина Паустовського (Pagini alese, 1961), Костянтина Федіна, Іллі Еренбурга («Буря», спільно з Костянтином Кондрей, 1987), Валентина Катаєва (Povestiri, 1961), Володимира Маяковського та багатьох інших російських письменників та поетів. У 1987 року у перекладах Александру Козмеску вийшли 8 томів зібрання вибраних творів Лева Толстого (Opere alese) та 3 томи зібрання творів Олександра Пушкіна (Opere alese).
Александру Козмеску також перекладав молдавською мовою твори світової літератури («Острів скарбів» Роберта Стівенсона, 1978; «Овід» Етель Войнич, 1957, 1966 та 1989; «Казки» Ганса Крістіна Андерсена; Călăii Анрі Барбюса, 1958; Vladimir din sfera salsucului Жерара де Нерваля, 1975). У перекладі Козмеску з їдишу вийшли три романи та кілька збірок малої прози молдавського єврейського письменника Іхіла Шрайбмана.
З 1950 року Козмеску працював завідувачем відділом літератури та мистецтва газети «Тинеретул Молдова», в 1954 році був прийнятий в члени Спілки письменників СРСР. Наступні кілька десятиліть він працював у редколегії газети «Молдова Сочіалісте» (Соціалістична Молдова) та літературного журналу «Ністру» (Дністер). Нагороджений орденом «Знак Пошани» (1960). Помер у 1989 році та похований у Кишиневі на Центральному цвинтарі.
Ряд виконаних Козмеску перекладів були останніми роками перевидані в Кишиневі та Бухаресті. На честь Александру Козмеску були названі вулиці в Кишиневі (колишня Ломоносова на Малій Малині) та Унгенах. На будинку письменника була вивішена меморіальна табличка (див. тут Архівовано березень 2, 2008 на сайті Wayback Machine.), його ім'я носить міська бібліотека в Кишиневі. Письменник був одружений тричі: старша дочка Габріела живе в Румунії, син Юрій — в Ізраїлі, молодший син Олександру Козмеску-молодший (нар. 1985) живе в Кишиневі, виступає в молдавській та румунській пресі з віршами та есеїстикою румунською мовою.

## Книги
- Spre liman (роман, повісті). Держвидав Молдови: Кишинів, 1954.
- Молдавські оповідання (переклад з молдавської). Радянський письменник: Москва, 1959.
- Drumul diamantelor (п'єса). Держвидав Молдови: Кишинів, 1961.
- Crugul lunilor. Література артистике: Кишинів, 1968.
- На простір (повість, переклад із молдавської). Література артистике: Кишинів, 1977.
- Maiştri şi învăţăcei. Картя молдовеняске: Кишинів, 1979.
- Чарівні шляхи майстерності: Спогади, портрети, нотатки (переклад із молдавської). Література артистике: Кишинів, 1979.
- Tamara Maleru. Alexandru Cosmescu: bibliografie. Editura Museum: Кишинів, 1997.

## Вибрані переклади
- NV Gogol. Povestiri din Petersburg. Litera: Кишинів, 1998.
- RL Стівенсон. Insula comorilor. Litera: Кишинів, 1997 та 2002.
- NV Gogol. Opere. У 3-х тт. Polirom: Кишинів, 1999—2001.
- EL Voynich. Taunul. Litera International: Бухарест та Кишинів, 2002.
- AP Cehov. Un roman cu contrabas: nuvele si schite. Litera International: Бухарест, 2002.
- HC Andersen. Vesmantul cel nou al regelui. Editura Prut International: Кишинів, 2002.
- М. Лермонтов. Un erou al vremii noastre. Litera International: Бухарест, 2003.
- LN Tolstoi. Copilaria, tineretea, adolescenta. Litera International: Бухарест, 2004.